# Elisabeth von Anhalt (1545–1574)
Elisabeth von Anhalt (* 15. Oktober 1545 in Dessau; † 26. September 1574 in Barby) war als Elisabeth III. Äbtissin des freien weltlichen Stiftes Gernrode und Frose. Sie verließ das Stift und wurde durch ihre Verheiratung Gräfin von Barby.

## Leben
Elisabeth war eine Tochter des Fürsten Johann II. von Anhalt (1504–1551) aus dessen Ehe mit Margareta (1511–1577), Tochter des Kurfürsten Joachim I. von Brandenburg.
Elisabeth wurde 1565 zur Äbtissin der Reichsabtei Sankt Cyriakus in Gernrode gewählt. Ihre Versuche die verschuldete Abtei wieder zu sanieren waren wenig erfolgreich, weshalb sie 1570 wieder aus dem Amt schied und sich vermählte. Als Äbtissin folgte ihr ihre Nichte Anna Maria von Anhalt.
Sie heiratete am 19. Juli 1570 in Bernburg Graf Wolfgang II. von Barby und Mühlingen (1531–1615). Elisabeth geriet mit ihrem Bruder Fürst Joachim Ernst in Auseinandersetzungen wegen der Abtei und ihrem Anspruch auf Anhalt. Der Streit wurde kurz vor dem Tod von Elisabeth verglichen, wobei sie mit einer Summe von 76.000 Reichstalern abgefunden werden sollte. Aus ihrer Ehe hatte Elisabeth einen Sohn Christoph, der aber schon früh wieder starb. Elisabeth erlag der „Schwindsucht“ und wurde in Barby bestattet.